# L.I.N.D.A.
L.I.N.D.A. est le 10e épisode de la Saison 2 de la deuxième série de la série télévisée britannique Doctor Who.

## Accroche
Elton est un homme ordinaire et totalement obsédé par le Docteur, Rose et leur étrange boîte bleue. Mais lorsque ses recherches attirent l'attention de Victor Kennedy, son hobby devient du jour au lendemain un véritable cauchemar…

## Distribution
- David Tennant : Le Docteur
- Billie Piper : Rose Tyler
- Marc Warren : Elton Pope
- Camille Coduri : Jackie Tyler
- Peter Kay : Victor Kennedy / L'Abzorbaloff
- Shirley Henderson : Ursula Blake
- Simon Greenall : M. Skinner
- Moya Brady : Bridget
- Kathryn Drysdale : Bliss
- Paul Kasey : Le Hoix
- Bella Emberg : Ms Croot

## Résumé
L'épisode se présente sous le format du journal vidéo d'un jeune homme, Elton Pope, qui décrit une série d'évènements surnaturels dont il a été témoin ainsi qu'une brève rencontre avec le Docteur et Rose. Il se souvient l'avoir vu lorsqu'il était enfant et qu'il ne semble pas avoir vieilli. Il découvre via internet une jeune fille, Ursula, ainsi qu'un petit groupe de gens qui ont été témoins de la même chose. Ils décident de former un petit club nommé L.I.N.D.A. pour "London Investigation  'N'  Detective Agency" ("Agence des Détectives & d'Investigation Londonienne"). Tous sont très timides et commencent à faire d'autres activités ensemble jusqu'à former un groupe de musique.
Un jour, un homme du nom de Victor Kennedy interrompt leur réunion et leur explique que L.I.N.D.A. a perdu son but initial. Il décide de transformer L.I.N.D.A. en un groupe d'enquêtes chargé de retrouver le Docteur. Bientôt, Elton se retrouve sur la piste de Rose Tyler et fait la connaissance de sa mère, Jackie Tyler. Celle-ci ressent une forme d'attirance pour lui et lui demande souvent d'effectuer des travaux ménagers. Un jour, elle tombe sur une photo de Rose, découvre qu'Elton est à la recherche du Docteur et le chasse. Les membres du groupe disparaissent les uns après les autres et Elton décide de se rebeller contre Victor Kennedy. Celui-ci se révèle être un extraterrestre nommé l'Abzorbaloff qui absorbe ses victimes afin de se régénérer. Il a absorbé tous les membres du groupe et absorbe Ursula sous les yeux d'Elton. Il recherche le Docteur persuadé que sa grande longévité lui donnera « un goût divin ».
L'Abzorbaloff poursuit Elton et réussit à le coincer dans un cul-de-sac. Au moment de le toucher, le TARDIS se matérialise, Rose en sort et s'en prend à Elton pour avoir fait du mal à sa mère. Elton demande au Docteur de le sauver, mais celui-ci se montre réticent. Les membres de L.I.N.D.A. à l'intérieur du corps de l'Abzorbaloff se rebellent et permettent à Elton de détruire sa canne, ce qui détruit le champ de confinement et le rend liquide. Le Docteur explique qu'il se trouvait dans la maison d'Elton le soir de la mort de sa mère pour tenter de la sauver d'une ombre extra-terrestre, mais celle-ci l'a tuée. Il utilise son tournevis sonique pour détacher une dalle du chemin, et libérer Ursula devenue à tout jamais un visage dans un bloc de pierre. Elton et Ursula se disent heureux et expliquent qu'ils ont même une vie amoureuse.

## Continuité
- L'épisode revisite d'anciens passages de la série sous un autre angle : l'attaque des mannequins de cire dans « Rose », le faux vaisseau Slitheen s'écrasant sur Big Ben dans « L'humanité en péril », l'arrivée du vaisseau des Sycorax dans « L'Invasion de Noël »[1],[2]. Dans les commentaires, Russell T Davies explique que dans le script original, la vie d'Elton avait été bien plus marquée par le Docteur : enfant, sa fête d'anniversaire est gâchée par l'invasion des Daleks à Shoreditch (« Remembrance of the Daleks », 1988) sa mère est tuée par une fleur d'or (« Terror of the Autons », 1971) et il aurait vu le monstre du Loch Ness dans la Tamise (« Terror of the Zygons », 1975).
- Kennedy dit avoir pris ses informations sur le site de l'institut Torchwood et explique qu'un virus nommé le Bad Wolf a effacé une partie des informations relatives à Rose Tyler. On retrouve deux des arcs narratifs de la série[2].
- De plus, sur le journal de Kennedy, on apprend qu'Harold Saxon est à 64 % dans les sondages.
- On voit le logo de l'entreprise où travaillait Rose au début de la série sur son sac.
- Jackie parle à mots couverts de la disparition de Mickey.
- La photo de Rose que possède Elton est tirée de l'épisode « L'humanité en péril » et on distingue vaguement derrière elle le neuvième Docteur.
- L'Abzorbaloff explique sa vague ressemblance avec les Slitheens par le fait qu'il soit né sur une planète jumelle de Raxacoricofallapatorius nommée Clom[1],[2].
- Parmi les diapositives que Bridget montre au groupe, l'une d'entre elles représente un hiéroglyphe en forme de TARDIS sur une stèle égyptienne. Or, le TARDIS a effectivement atterri en Égypte antique à l'époque de la construction de la Grande pyramide de Gizeh dans l'épisode « The Daleks' Master Plan ».